# Biserica Sfinții Voievozi din Benești
Biserica „Sfinții Voievozi” este un monument istoric aflat pe teritoriul satului aparținător Benești al orașului Bălcești. În Repertoriul Arheologic Național, monumentul apare cu codul 168470.01.

## Istoric și trăsături
Biserica este situată lângă conacul boierilor Otetelișeni. A fost ctitorită de vornicul Barbu Otetelișanu, în anul 1746. A fost gândită ca biserică de curte și paraclis al curții boierești și avea și funcție de necropolă a stăpânului curții și a familiei sale. În prezent funcționează ca biserică a satului.

## Imagini

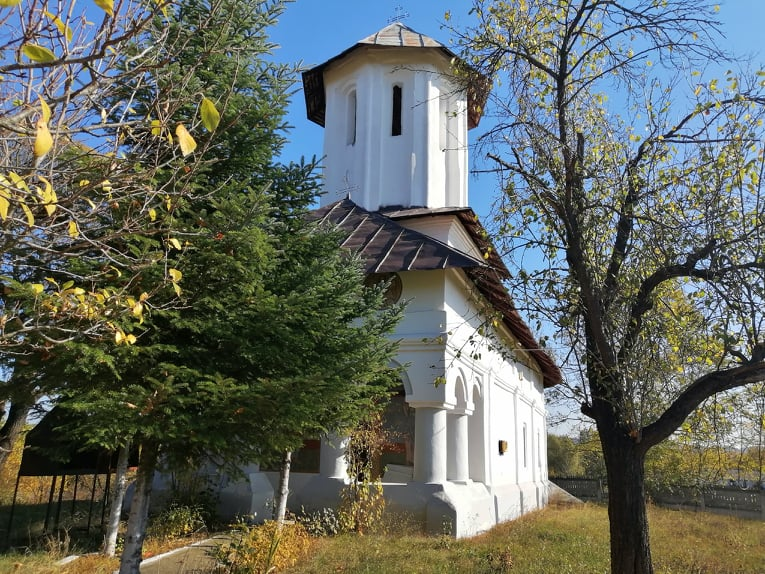
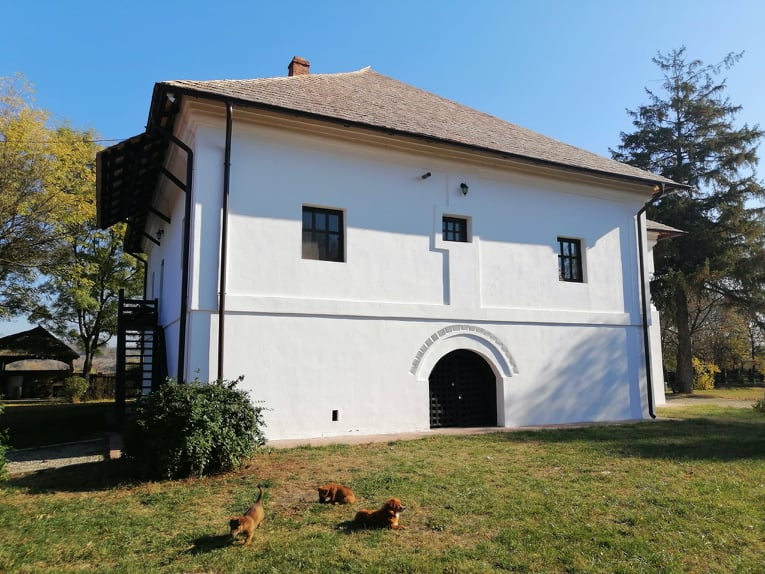
Conacul Otetelișanu
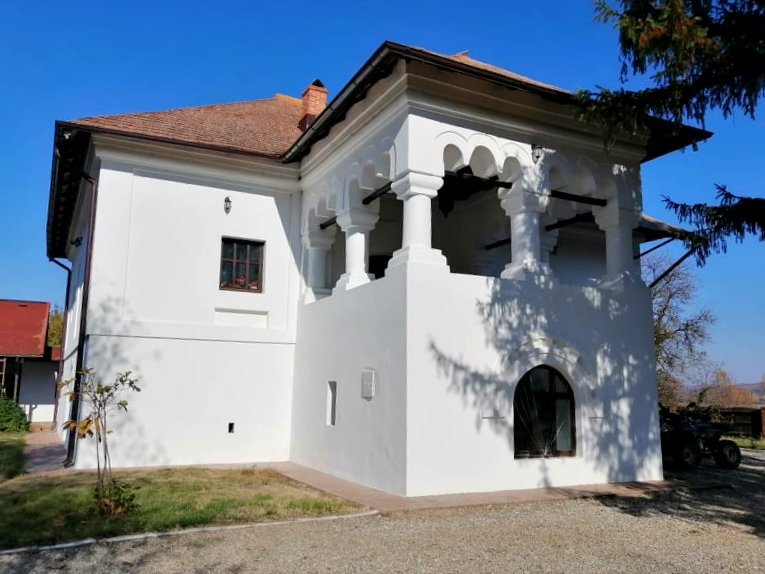
Conacul Otetelișanu
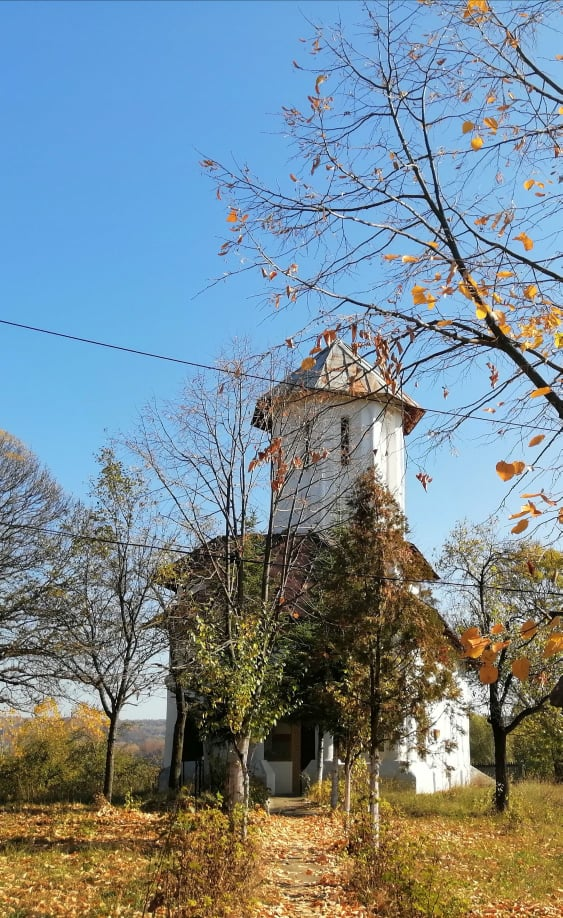